# Little Melton
Little Melton är en civil parish i Storbritannien.   Den ligger i grevskapet Norfolk och riksdelen England, i den sydöstra delen av landet, 150 km nordost om huvudstaden London. Antalet invånare är 851. Arean är 2,8 kvadratkilometer.
Terrängen i Little Melton är mycket platt.